# Romdrup-Klarup Sogn
Romdrup-Klarup Sogn er et sogn i Aalborg Østre Provsti (Aalborg Stift). Sognet hører til Aalborg Kommune i Region Nordjylland.  
Sognet blev dannet 1. januar 2015 ved sammenlægning af Romdrup Sogn og Klarup Sogn.
I sognet ligger Romdrup Kirke og Klarup Kirke.